# نیشین سیفان
نیشین سیفان (انگلیسی: Nisshin Seifun) شرکت صنایع غذایی ژاپنی است، که در سال ۱۹۰۰ تأسیس شد.